# 阿姆斯特丹—鹿特丹铁路
阿姆斯特丹－哈勒姆－鹿特丹铁路（荷蘭語：Spoorlijn Amsterdam - Rotterdam），为荷兰境内的一条铁路线，起点首都阿姆斯特丹，经哈勒姆、莱顿、海牙至鹿特丹。荷兰最古老的铁路线阿姆斯特丹－哈勒姆铁路（1839年营运），现为该铁路线的一部分。1847年6月，该铁路的最后一段（即海牙至鹿特丹之间的铁路线）建成。